# Margarete von Braunschweig-Lüneburg (1442–1512)
Margarete von Braunschweig-Lüneburg (* 1442; † 8. April 1512 in Wienhausen) war eine Prinzessin von Braunschweig-Lüneburg und durch Heirat Herzogin von Mecklenburg-Stargard.

## Leben
Margarete war eine Tochter des Herzogs Friedrich II. von Braunschweig-Lüneburg (1418–1478) aus dessen Ehe mit Magdalene (1412–1454), Tochter des Kurfürsten Friedrich I. von Brandenburg.
Margarete wurde 1452 die dritte Gemahlin des Herzogs Heinrich von Mecklenburg-Stargard (1412–1466). Als Brautschatz brachte sie 8.000 Gulden mit, die ihr Mann nochmals verdoppelte. Nachdem sie Witwe geworden war, lebte sie 1466 bis 1471 auf der Burg Plau, dem ihr zugesicherten Leibgedinge.
Nach dem Tod ihres Stiefsohnes Ulrich erlosch die Stargarder Linie und das verschuldete Land fiel an das Haus Mecklenburg-Schwerin, das sich nicht für den Unterhalt der Stargarder Witwe zuständig sah. Margarete lebte danach zeitweise in Celle. Der Streit um ihr Wittum Plau zwischen den Häusern Braunschweig-Lüneburg und Mecklenburg-Schwerin zog sich noch bis zum Tod Margaretes hin.
Margarete verbrachte ihre 46 Jahre andauernde Witwenzeit in ärmlichsten Verhältnissen. In Briefen an ihre Verwandtschaft gab sie an, dass sie gar Hunger und Durst leiden müsse. Im Jahr 1499 wurde ihr auf Druck ihres Vaterhauses das Kloster Wienhausen als dauerhafter Wohnsitz zugewiesen. Finanziell unterstützt wurde sie jährlich lediglich durch 12 Gulden von ihrer Schwägerin Anna, der Witwe ihres Bruders Otto. Sie starb im Kloster Wienhausen und wurde in der dortigen Allerheiligenkapelle beigesetzt.

## Nachkommen
Aus ihrer Ehe hatte Margarete zwei Töchter:
- Magdalene (1454–1532)

⚭ 1. 1475 Herzog Wartislaw X. von Pommern (1435–1478)
⚭ 2. 1482 Graf Burkhard von Barby-Mühlingen († 1505)
- Anna (1465–1498), Nonne in Ribnitz